# Otto Wels
Otto Wels, född 15 september 1873 i Berlin, död 16 september 1939 i Paris, var en tysk socialdemokratisk politiker.

## Biografi
Wels, som var son till en värdshusvärd i Berlin, var ursprungligen verksam som tapetserare och fick förtroendeuppdrag i fackföreningsrörelsen och Tysklands socialdemokratiska parti. Han blev 1912 ledamot av tyska riksdagen samt tillhörde under och efter första världskriget majoritetssocialisterna. Han var i november 1918, direkt efter novemberrevolutionen, Stadtkommandant i Berlin och som sådan ordningens stränga upprätthållare. 
Wels hade även 1919–1933 mycket stor betydelse som en av ordförandena i socialdemokratiska partiet och en av dess mest framträdande ledamöter i Weimarrepublikens riksdag. Efter det nazistiska maktövertagandet blev han i augusti 1933 fråntagen sitt tyska medborgarskap och tillbringade återstoden av sitt liv i exil, först i Saarterritoriet, senare i Prag och Paris. Han var tillsammans med Hans Vogel en av ledarna för Sopade, den tyska socialdemokratiska exilorganisationen, intill sin död. Otto Wels var en av de få sista i riksdagen som inte hade blivit bortförd på grund av sin politiska åsikt om nazismen. Han var den siste som i riksdagen vågade höja rösten mot nazismens terror, och han tillhörde den minoritet som röstade emot den så kallade fullmaktslagen den 23 mars 1933. När han inte fick något gehör och nazismens maktövertagande var ett faktum, flydde han landet.